# 名手橋

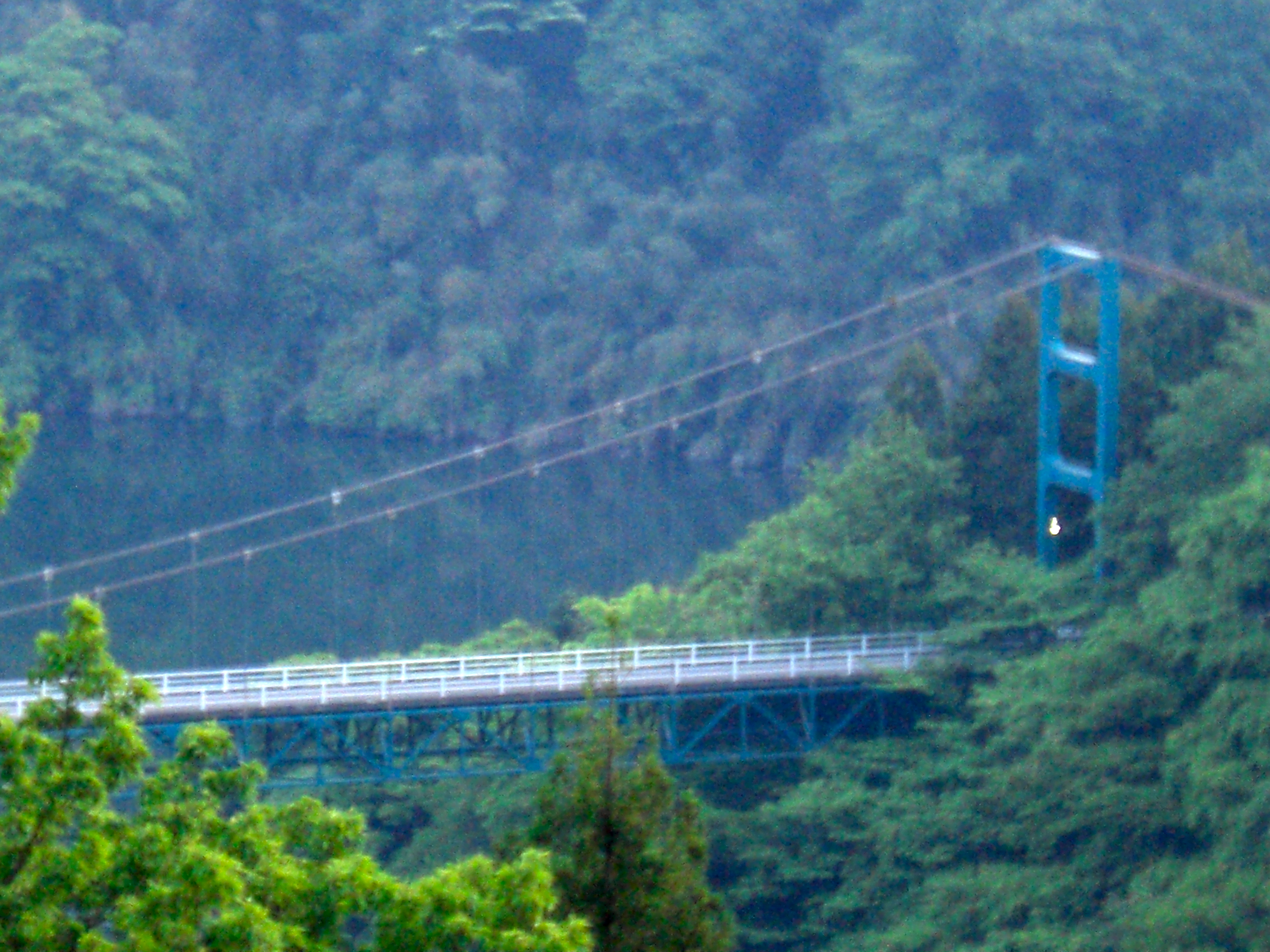
県道413号線から見た名手橋

名手橋（なでばし）は、神奈川県相模原市緑区三井・又野の津久井湖上に架かる道路橋の吊橋（鋼吊橋）。

## 概要
- 1965年（昭和40年）完成
- 橋の長さ - 180.0m（塔柱間）, 178.2m（支水間）
- 幅（中員） - 3.5m
- 設計荷重 - T-6（自動車荷重）, 90Kg/㎡（群集荷重）, 300Kg/㎡（風荷重）

## 位置
- 北緯35度35分54秒 東経139度14分32.6秒 / 北緯35.59833度 東経139.242389度
- 与瀬［南東］ - 地理院地図
- 名手橋 - Google マップ

## 近隣の橋
（上流）- 相模湖大橋 - 築井大橋（相模ダム） - 弁天橋 - 桂橋 - 名手橋
名手橋 - 三井大橋 - 城山大橋（城山ダム） - 新小倉橋 - 小倉橋 -（下流）